# 邢楼镇
邢楼镇，是中华人民共和国江苏省徐州市邳州市下辖的一个乡镇级行政单位。

## 行政区划
邢楼镇下辖以下地区：
南邢楼村、耿庄村、范墩村、銮墩村、北邢楼村、青平村、大固村、小固村、刘屯村、长沟村、平滩村、思田村、沙庄村、江沟村、五堂村、东庄村、蒲汪村和黄楼村。